# Andreas Isaksson
Andreas Isaksson (Smygehamn, 3 de outubro de 1981) é um ex-futebolista sueco que atuava como goleiro. 

## Carreira
Andreas Isaksson participou de 4 Eurocopas e duas Copas do Mundo. Em 2016 fez parte do elenco da Seleção Sueca de Futebol da Eurocopa de 2016.